# Sirið Stenberg
Sirið Stenberg (født 26. maj 1968 i Vágur) er en færøsk sundhedsplejerske og politiker (Tjóðveldi).

## Baggrund
Hun er uddannet sygeplejerske fra 1994, og har videreuddannelse indenfor neonatalogi fra 1998 og som sundhedsplejerske fra Danmarks Sygeplejehøjskole fra 2001. Stenberg er derudover internationalt certificeret ammevejleder (IBLC) fra 2005. Hun var sygeplejerske ved Hvidovre Hospital i 1990'erne, hjemmesygeplejerske 1999–2002 og fungerende leder ved Social- og sundhedsskolen (Heilsuskúli Føroya) 2006–2008. Fra 2001 er hun ansat som sundhedsplejerske i Suðuroy.

## Politisk karriere
Stenberg har været kommunestyremedlem i Vágs Kommune siden 2009, hvor hun var formand for Socialudvalget 2009-2012 og formand for Kulturudvalget fra 2013 til september 2015, da hun blev minister og derfor måtte fratræde som byrådsmedlem. I oktober 2011 blev hun indvalgt i Lagtinget. Hun var formand i Lagtingets kontroludvalg og medlem af Lagtingets velfærdsudvalg fra 2011 til 2015.
Ved lagtingsvalget 2015 fik hun 755 personlige stemmer, som var næstflest for Tjóðveldi. Den 15. september 2015 blev hun sundheds- og indenrigsminister i Aksel V. Johannesens regering.

### Lagtingsudvalg
- 2011-2015 Formand for Kontroludvalget
- 2011-2015 Medlem af Velfærdsudvalget